# The Fusion Syndicate
The Fusion Syndicate — студийный альбом одноимённого музыкального проекта, созданного мультиинструменталистом Билли Шервудом. В работе над пластинкой помимо Шервуда приняло участие множество других музыкантов.

## Список композиций
Все композиции написаны Билли Шервудом.
| №                   | Название                    | Длительность |
| ------------------- | --------------------------- | ------------ |
| 1.                  | «Random Acts Of Science»    | 7:53         |
| 2.                  | «Stone Cold Infusion»       | 7:31         |
| 3.                  | «Molecular Breakdown»       | 7:19         |
| 4.                  | «Particle Accelerations»    | 7:38         |
| 5.                  | «At The Edge Of The Middle» | 7:37         |
| 6.                  | «Atom Smashing»             | 7:35         |
| 7.                  | «In The Spirit Of…»         | 7:16         |
| Общая длительность: | Общая длительность:         | 52:49        |

## Участники записи
Random Acts Of Science
- Джимми Хаслип — бас-гитара
- Рик Уэйкман — клавишные соло
- Ник Тёрнер — саксофон
- Джерри Гудман — скрипка
- Билли Шервуд — ударные, клавишные, гитара

Stone Cold Infusion
- Колин Эдвин — бас-гитара
- Билли Кобэм — ударные
- Джордан Рудесс — клавишные соло
- Стив Стивенс — соло-гитара
- Мел Коллинз — саксофон
- Билли Шервуд — гитара, бас-гитара, клавишные

Molecular Breakdown
- Билли Шихэн — бас-гитара
- Гэвин Харрисон — ударные
- Дэвид Сэнсиус — клавишные соло
- Джей Бекенштейн — саксофон
- Билли Шервуд — гитара, клавишные

Particle Accelerations
- Честер Томпсон — ударные
- Дерек Шеринян — клавишные соло
- Ларри Корьелл — соло-гитара
- Эрик Мариенталь — саксофон
- Билли Шервуд — гитара, бас-гитара, клавишные

At The Edge Of The Middle
- Перси Джонс — ударные
- Стив Морс — соло-гитара
- Джим Бёрд — фортепиано
- Рэнди Брекер — труба
- Билли Шервуд — гитара, бас-гитара, клавишные, вокализ

	Atom Smashing
- Чэд Вакерман — ударные
- Джон Этридж — соло-гитара
- Тони Кей — орган Хаммонда, синтезатор
- Билли Шервуд — гитара, бас-гитара

In The Spirit Of…
- Джастин Чанселлор — бас-гитара
- Асаф Сиркис — ударные
- Стив Хиллидж — гитара
- Скотт Кинси — клавишные соло
- Тео Трэвис — саксофон
- Билли Шервуд — клавишные